# Halte de Courbevoie-Sport
La halte de Courbevoie-Sport est une ancienne halte ferroviaire française de la ligne de Paris-Saint-Lazare à Versailles-Rive-Droite, située sur la commune de Courbevoie, dans le département des Hauts-de-Seine en région Île-de-France.
Ouverte en 1936 par l'administration des chemins de fer de l'État pour assurer la desserte périodique du cynodrome de Courbevoie, elle ferme en 1951. Ses quais abandonnés sont toujours visibles entre les gares de Bécon-les-Bruyères et de Courbevoie.

## Situation ferroviaire
La halte de Courbevoie-Sport est construite en remblai à 46 mètres d'altitude, au point kilométrique 6,600 de la ligne de Paris-Saint-Lazare à Versailles-Rive-Droite. Elle fait suite à la gare de Bécon-les-Bruyères, située à 900 mètres, et précède la gare de Courbevoie, établie à 800 mètres.

## Histoire
Le 2 mai 1935, dans le cadre de l'aménagement du nouveau quartier Aristide-Briand, un grand stade est inauguré à Courbevoie, le long de la ligne de Paris-Saint-Lazare à Versailles-Rive-Droite. La Société des courses de lévriers, autorisée depuis 1933 à exploiter le pari mutuel, projette d'y organiser des compétitions en soirée plusieurs fois par semaine,.
Dès 1936, le stade est transformé en cynodrome. C'est le premier endroit de ce genre créé en France, pour répondre à la vogue des courses de lévriers venue d'Angleterre et des États-Unis. Certaines semaines, on compte jusqu'à cinq réunions comportant dix courses et nécessitant mille chiens.
Vu le large public qu'attire le spectacle et l'immédiate proximité de la voie ferrée, la municipalité de Courbevoie et la Société des courses demandent la création d'une halte ferroviaire permettant un accès direct au stade. Le coût d'aménagement est estimé à 300 000 francs.
La Société des courses propose d'instaurer un tarif réduit, de 4,25 francs au lieu de 5 francs, pour les spectateurs munis d'un billet combiné. Les  Chemins de fer de l'État ne prélèveraient que 2 francs pour le transport, soit le tarif du dimanche, ce qui permettrait de proposer un billet combiné pour 6,25 francs. Une fraction de ce montant serait affectée à l'amortissement des dépenses engagées par le réseau ferré.

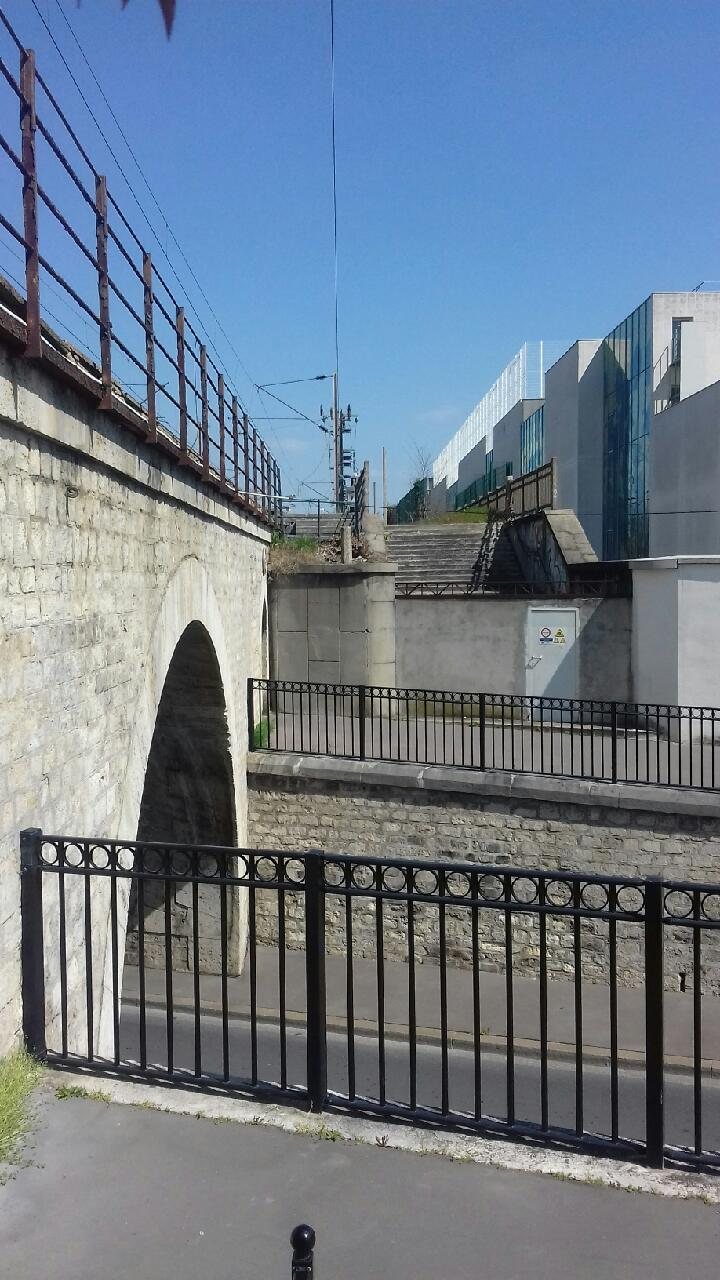
Escalier du quai pour Versailles-Rive-Droite.

Une halte ouvre dès 1936. Située au point kilométrique 6,600 de la ligne de Paris-Saint-Lazare à Versailles-Rive-Droite, elle comporte deux quais de voyageurs et trois voies de garage. Le quai recevant les trains de la gare Saint-Lazare est relié au stade par deux accès aux tribunes et un escalier qui dessert le terrain de courses. Pour le retour, une fois sortis du stade les spectateurs empruntent la rue de Colombes, passent sous le pont de la voie ferrée puis gravissent un escalier aboutissant au quai pour Paris. Desservie par des trains spéciaux qui ne circulent que les jours de courses, la halte ne figure sur aucun document horaire. Les billets combinés train et entrée au cynodrome sont vendus au prix de 6,50 francs. 
La vogue des courses de lévriers étant passée, le cynodrome ferme en 1951 puis est rapidement démoli. Concomitamment, la halte ferme au public. Depuis, le stade reste consacré à la pratique sportive. Quant aux installations ferroviaires, il en subsiste les deux quais, les trois voies de garage et les deux escaliers descendant vers la rue de Colombes, jadis fermés d'une grille métallique et aujourd'hui murés.

## Galerie de photographies

Quelques vues actuelles
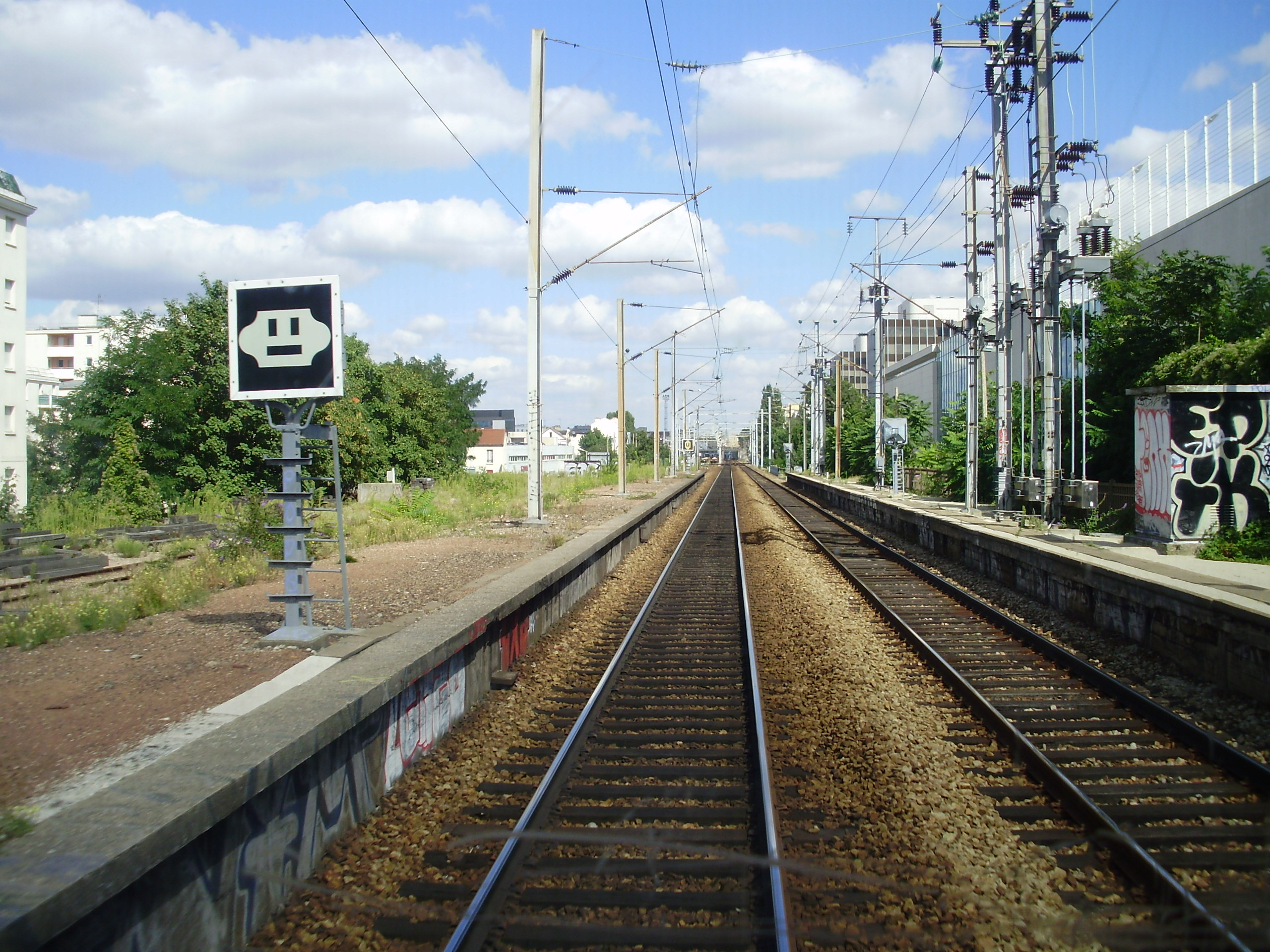
Quais vus de la cabine de conduite d'un train se dirigeant vers Saint-Lazare. À gauche, un panneau « coupez courant ».
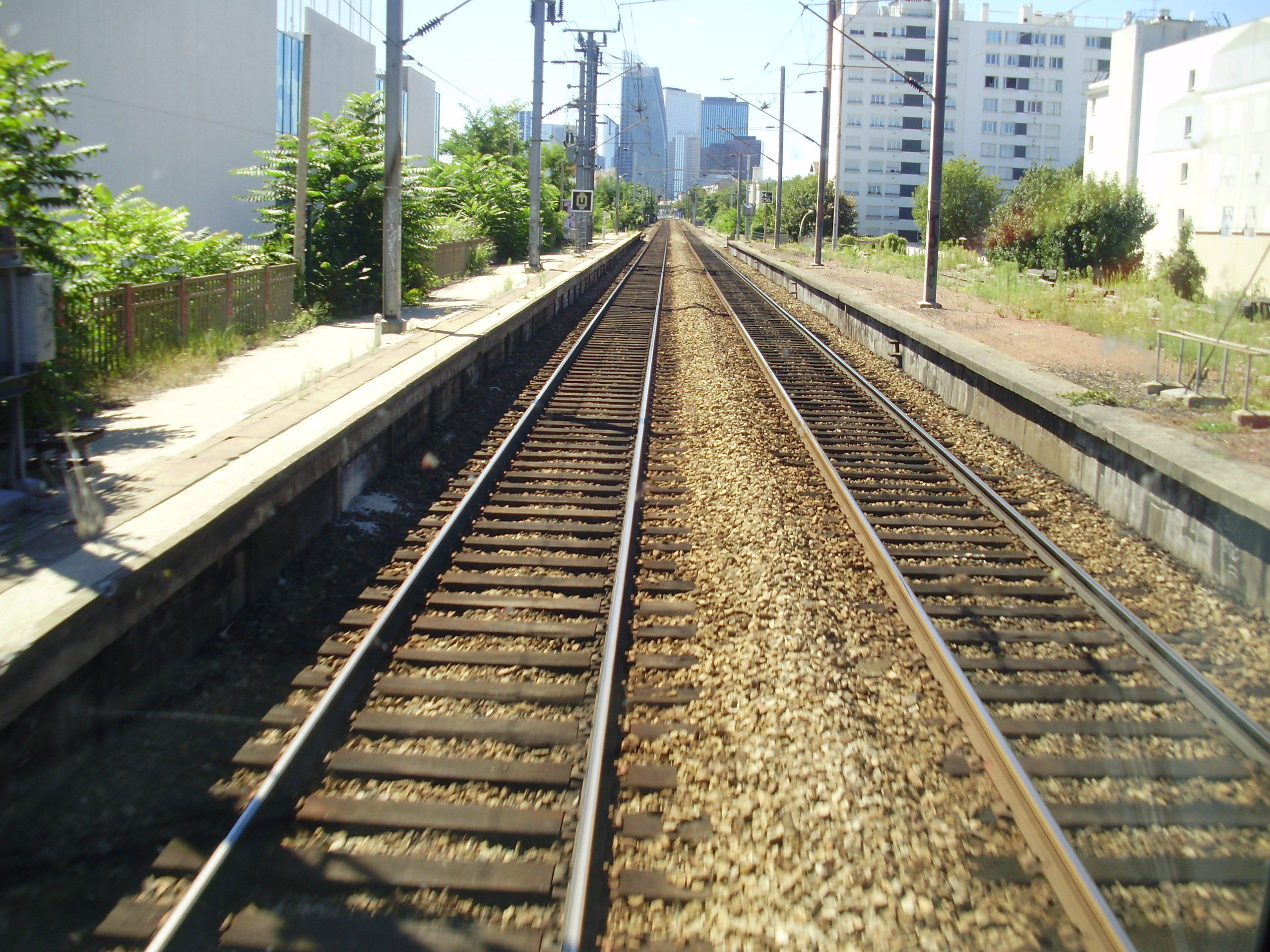
Quais vus de la cabine de conduite d'un train se dirigeant vers Saint-Cloud. Au fond, les tours de la Défense.
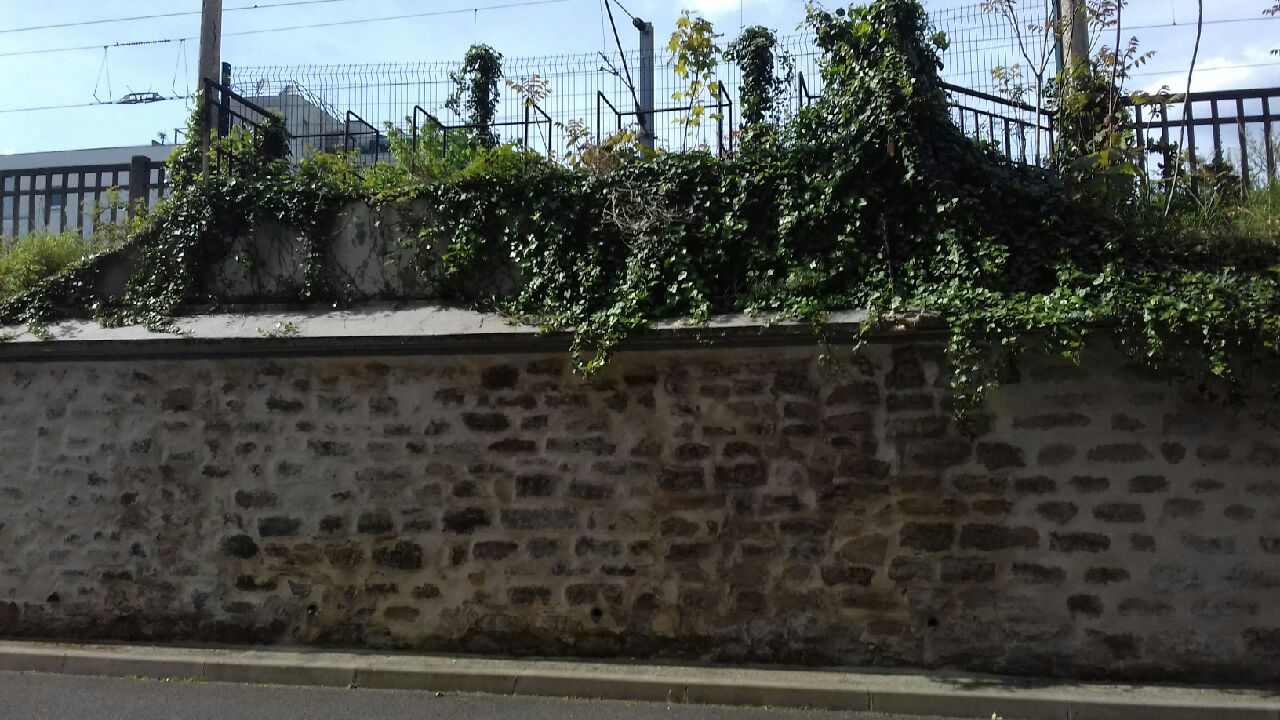
Vestiges de l'accès aux anciennes tribunes.
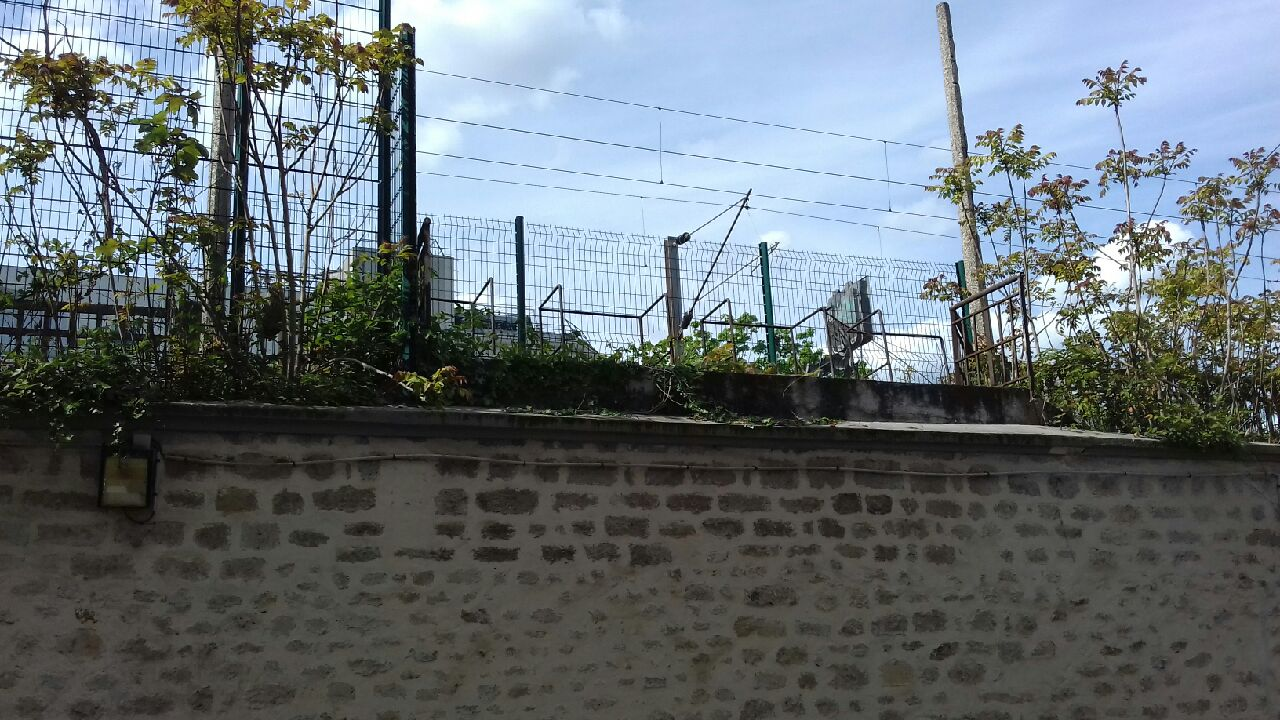
Vestiges de l'accès aux anciennes tribunes.

- Quais vus de la cabine
de conduite d'un train
se dirigeant vers Saint-Lazare.
À gauche, un panneau
« coupez courant ».
- Quais vus de la cabine
de conduite d'un train
se dirigeant vers Saint-Cloud.
Au fond, les tours de la Défense.
- Vestiges de l'accès aux anciennes tribunes.
- Vestiges de l'accès aux anciennes tribunes.

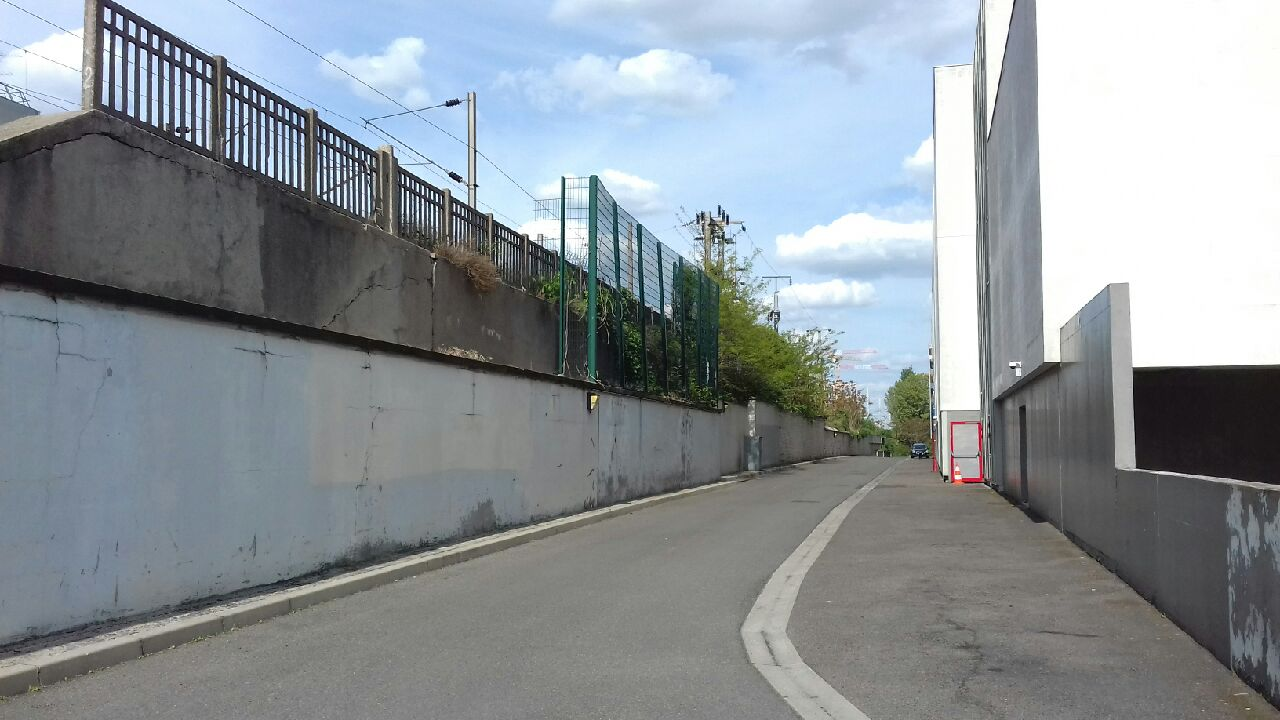
Vue longitudinale contre le stade.
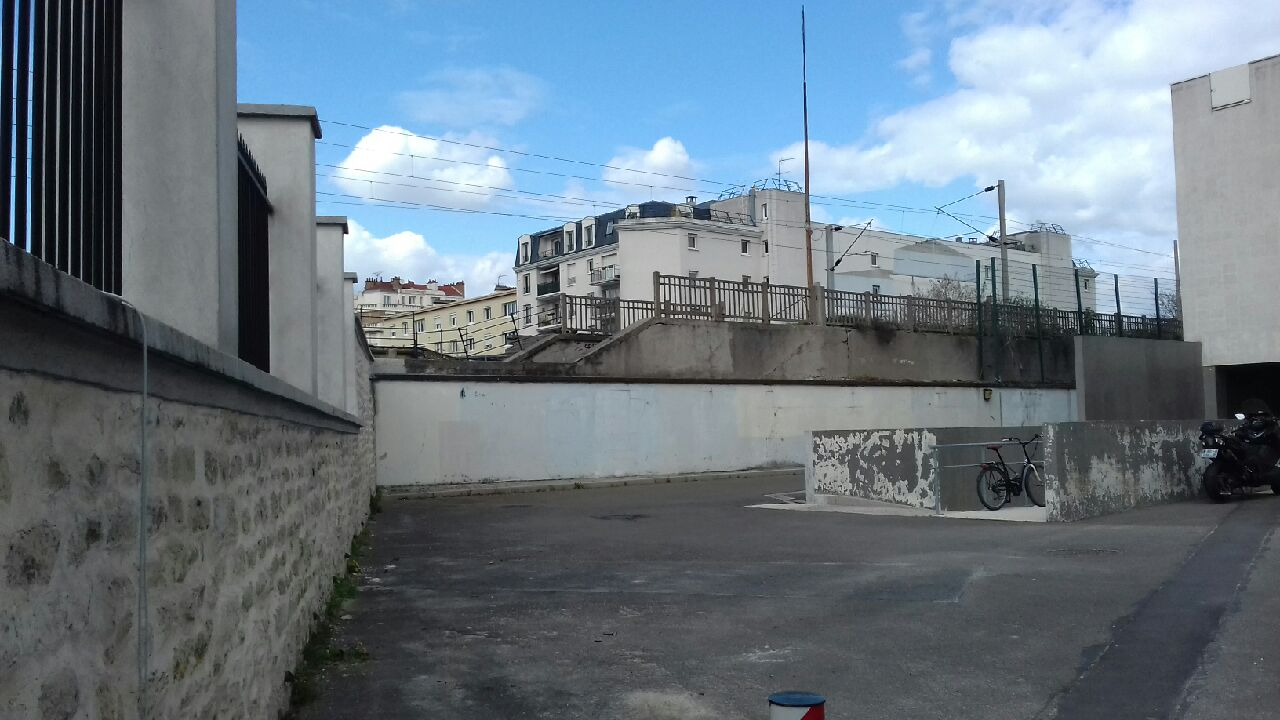
Début des quais, escaliers d'accès à la rue de Colombes.
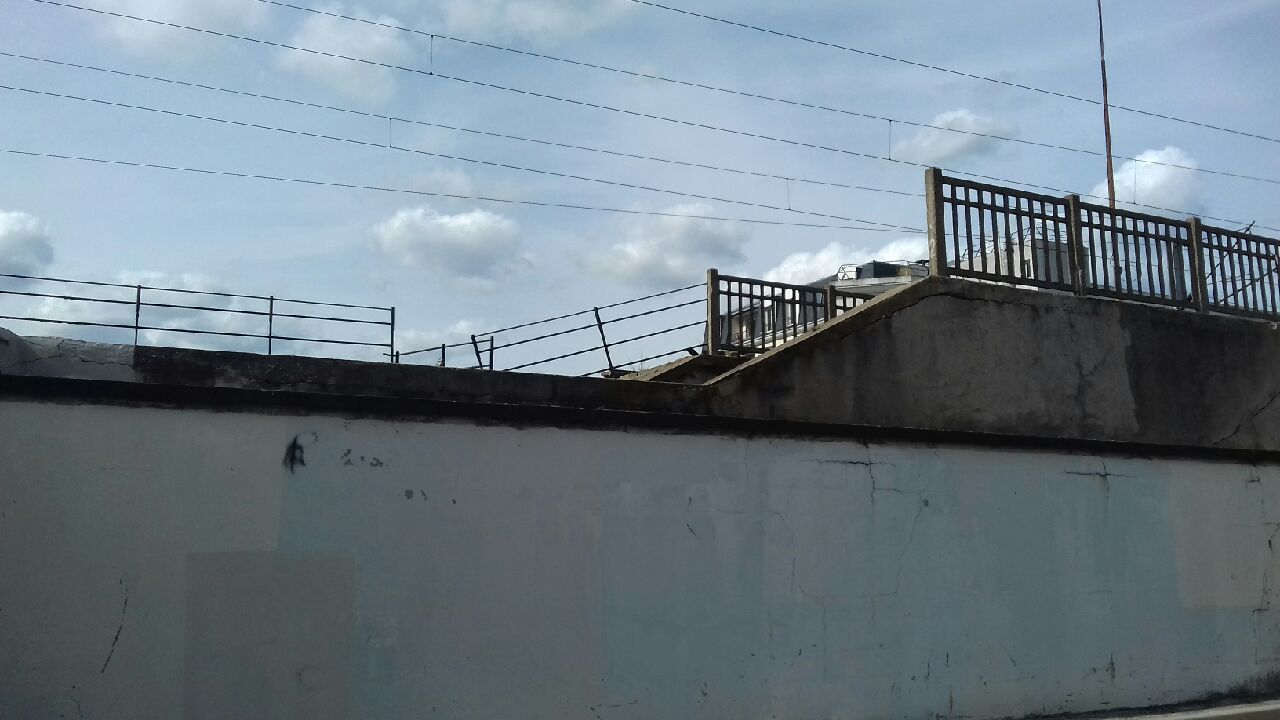
Début du quai en direction de Versailles-Rive-Droite, escalier d'accès à la rue de Colombes.